# Глотова, Яна Олеговна
Я́на Оле́говна Гло́това (род. 17 января 1995, Липецк) — российская легкоатлетка, специализирующаяся в беге на 400 метров. Чемпионка России 2015 года в помещении. Мастер спорта России.

## Биография
Родилась 17 января 1995 года в Липецке.
Тренируется в Липецке под руководством Ирины Непомнящей и Любови Игаевой. С 16 лет регулярно попадала на пьедестал российских соревнований по юношескому и юниорскому возрасту. В составе сборной России стала бронзовым призёром чемпионата мира среди юниоров 2012 года в эстафете 4×400 метров (в тот момент она была младше большинства других участниц на 2 года). В 2013 году в итальянском Риети в ранге победительницы Первенства страны (52,69 - личный рекорд) выступала на чемпионате Европы среди юниоров. Стала 6-й в беге на 400 метров и помогла команде завоевать серебряные медали в эстафете. Спустя год на чемпионате мира среди юниоров вышла в финал на 400 метров, но осталась 5-й (53,63).
В 2015 году в возрасте 20 лет впервые стала чемпионкой страны в помещении, вырвав на финише победу у Ольги Товарновой и лидировавшей большую часть дистанции Екатерины Реньжиной. Показанное время, 52,84, стало личным рекордом Яны. Благодаря этому успеху она была включена в состав сборной России для участия в эстафете на зимнем чемпионате Европы в Праге.

## Основные результаты
| Год  | Турнир                         | Место проведения   | Дисциплина       | Место | Результат |
| ---- | ------------------------------ | ------------------ | ---------------- | ----- | --------- |
| 2012 | Чемпионат мира среди юниоров   | Барселона, Испания | эстафета 4×400 м | 3-е   | 3.36,42   |
| 2013 | Чемпионат Европы среди юниоров | Риети, Италия      | 400 м            | 6-е   | 53,35     |
| 2013 | Чемпионат Европы среди юниоров | Риети, Италия      | эстафета 4×400 м | 2-е   | 3.33,36   |
| 2014 | Чемпионат России в помещении   | Москва, Россия     | 400 м            | 13-е  | 54,00     |
| 2014 | Чемпионат мира среди юниоров   | Юджин, США         | 400 м            | 5-е   | 53,63     |
| 2015 | Чемпионат России в помещении   | Москва, Россия     | 400 м            | 1-е   | 52,84     |